# Brachioppiella tenuicoma
Brachioppiella tenuicoma är en kvalsterart som först beskrevs av Hammer 1958.  Brachioppiella tenuicoma ingår i släktet Brachioppiella och familjen Oppiidae. Inga underarter finns listade.